# Sidi Abderrazak
Sidi Abderrazak (franska: Sidi Abderrazak (CR), Sidi Abderrazak (Commune Rurale), arabiska: أيت مالك) är en kommun i Marocko.   Den ligger i provinsen Khémisset och regionen Rabat-Salé-Kénitra, i den norra delen av landet, 60 km öster om huvudstaden Rabat. Antalet invånare är 13 653.